# C15H31NO
化学式C15H31NO（摩尔质量：241.419 g/mol）可以指以下化合物：
- 十五酰胺，CAS号：3843-51-4
- N,N-二丁基庚酰胺，CAS号：57303-22-7
- 奥他匹洛，CAS号：71138-71-1

|  | 这个同类索引页列出了具有相同分子式的化学物（即同分異構體）条目。 除非您是有意链接至本页，否则应将相应条目的内部链接指向正确的条目。 |